# Michel Dupoix
Michel Dupoix, né le 15 novembre 1893 à Joinville-le-Pont et mort le 7 mai 1961, est un footballeur français évoluant au poste de milieu de terrain.

## Carrière
Michel Dupoix évolue au Racing Club de France dans les années 1920. Lors de la saison 1923-1924, il connaît sa première et unique sélection en équipe de France de football. Il affronte sous le maillot bleu lors d'un match amical l'équipe de Belgique de football le 13 janvier 1924. Les Français s'imposent sur le score de 2 buts à 0. 